# Toro (kommun i Spanien, Valencia)
Toro är en kommun i Spanien.   Den ligger i provinsen Província de Castelló och regionen Valencia, i den östra delen av landet, 250 km öster om huvudstaden Madrid. I kommunen bor 280 personer.